# Số lượng anh trai và xu hướng tính dục
Sự tương quan giữa số lượng anh trai và xu hướng tính dục đã được đề xuất trong những nghiên cứu gần đây. Ray Blanchard đã phát hiện ra sự tương quan này và gọi nó là hiệu ứng anh trai (fraternal birth order effect hoặc older brother effect). Quan sát cho thấy khi một người đàn ông có càng nhiều anh trai thì có khả năng là đồng tính càng cao.
Thứ tự sinh anh em trai có mối tương quan với xu hướng tính dục ở nam giới, với số lượng lớn các nghiên cứu chỉ ra rằng, một người nam có càng nhiều anh trai cùng mẹ thì có xác suất đồng tính càng cao. Ray Blanchard và Anthony Bogaert lần đầu chỉ ra mối liên hệ này vào thập niên 90 và đặt tên cho nó là hiệu ứng thứ tự sinh anh em trai. Các nhà khoa học cũng chỉ ra sự liên quan đến cơ chế sinh học trong thời kỳ tiền sản, với mối tương quan chỉ xuất hiện ở người nam với anh trai ruột, và không xuất hiện ở người nam có anh trai cùng cha khác mẹ hoặc được nhận nuôi. Vì thế, người ta cho rằng nguyên nhân của hiện tượng này là do môi trường bào thai.
Điều này có thể được giải thích kỹ hơn qua giả thuyết phản ứng miễn dịch ở người mẹ. Bào thai nam sản xuất ra kháng nguyên H-Y là chất có liên quan lên sự hình thành thiên hướng tình dục ở động vật có xương sống. Các kháng thể sẽ vô hiệu hóa Y-protein của người nam, với Y-protein đóng vai trò trong phân định giới tính thời kỳ phát triển. Điều này sẽ khiến một số vùng não bộ trở nên liên kết với xu hướng tính dục của "giống cái điển hình", hay trở nên hấp dẫn bởi nam giới. Bằng chứng sinh hóa cho giả thuyết này được tìm ra vào 2017, với các bà mẹ có con trai đồng tính, nhất là khi có anh trai, có hàm lượng các kháng thể với NLGN4Y Y-protein cao hơn các bà mẹ có con trai dị tính.
Hiệu ứng anh trai được coi là yếu tố có tương quan vững chắc nhất với thiên hướng tình dục ở nam giới. Theo nhiều nhiên cứu, có thêm một người anh trai sẽ tăng khả năng là đồng tính lên 28%–48%. Hiệu ứng anh trai chiếm khoảng 1/7 trong số người đồng tính nam. Tác động của hiệu ứng này lớn hơn với mỗi lần mang thai thêm con trai, với xác suất con trai tiếp theo có xu hướng tính dục đồng giới tăng 38-48%. Điều này không có nghĩa tất cả hay hầu hết con trai sẽ là đồng tính sau nhiều lần mang thai con trai, mà thay vào đó, xác suất có con trai đồng tính tăng từ xấp xỉ 2% ở con trai đầu, đến 3% ở đứa thứ hai, 5% ở đứa thứ ba và cứ như vậy. Hai nghiên cứu ước tính trong khoảng 15% đến 29% người đồng tính nam chịu ảnh hưởng bởi hiệu ứng này, nhưng cũng lưu ý rằng số liệu có thể cao hơn thực tế vì sảy thai hoặc phá thai có thể khiến người mẹ tiếp xúc với kháng nguyên thể Y. Phản ứng này từ người mẹ thường được cho là không liên quan đến con trai cả là đồng tính, và những người con này có xu hướng tính dục chịu ảnh hưởng bởi gen, các hormones trước sinh và các phản ứng miễn dịch từ mẹ khác có tác động đến phát triển não bộ. Dù vậy, một nghiên cứu năm 2017 phát hiện ra rằng các bà mẹ không có con trai thì có kháng thể với tế bào giống đực, điều này có thể gây ra bởi những lần sảy thai phổ biến trước đó, và do đó gây ra hiệu ứng này cho con trai đầu lòng. Một loạt các giải thích về mặt tiến hóa cho câu hỏi tại sao phản ứng này xảy ra đã được các nhà nghiên cứu nêu ra.
Không có sự tương quan giữa số chị gái và sự đồng tính của một người nữ. Đồng thời, các nghiên cứu khác lại cho rằng việc có nhiều anh trai làm tăng khả năng đồng tính là do yếu tố quan hệ trong gia đình chứ không phải yếu tố sinh học.
Một số ít nghiên cứu không xác định được mối tương quan giữa người đồng tính nam và thứ tự sinh thường bị chỉ trích về phương pháp nghiên cứu và phương pháp lấy mẫu. Ray Blanchard coi hiệu ứng này là "một trong những biến dịch tễ học đáng tin cậy nhất từng được phát hiện trong lĩnh vực nghiên cứu xu hướng tính dục", và J. Michael Bailey thì phát biểu rằng không một giả thuyết hợp lý nào được xác định trừ giả thuyết về phản ứng miễn dịch của người mẹ. Hiệu ứng này đôi khi còn được gọi là hiệu ứng anh trai.

## Tổng quan
Hiệu ứng thứ tự sinh anh em đã được một trong những người ủng hộ nó mô tả là "mối tương quan nhân chủng học sinh học nhất quán nhất về xu hướng tính dục ở nam giới". Năm 1958, người ta báo cáo rằng những người đàn ông đồng tính luyến ái có xu hướng có nhiều anh chị hơn (tức là 'thứ tự sinh muộn/cao hơn') so với những người đàn ông dị tính tương đương và vào năm 1962, những phát hiện này đã được công bố chi tiết. Năm 1996, Ray Blanchard và Anthony Bogaert đã chứng minh rằng thứ tự sinh sau này của những người đồng tính luyến ái chỉ do số anh trai chứ không phải số chị gái. Họ cũng chỉ ra rằng cứ mỗi một người anh trai lại làm tăng tỷ lệ đồng tính ở người em trai sinh sau lên 33%. Cũng vào năm đó, Blanchard và Bogaert đã chứng minh hiệu ứng anh trai trong Dữ liệu phỏng vấn Kinsey, một "cơ sở dữ liệu rất lớn và có ý nghĩa lịch sử". Trong một nghiên cứu được công bố vào năm 1998, Blanchard gọi hiện tượng này là hiệu ứng thứ tự sinh anh em.
Nghiên cứu trong nhiều năm đã chứng thực một số dữ kiện. Thứ nhất, nam giới đồng tính có xu hướng có thứ tự sinh cao hơn nam giới dị tính, và thứ tự sinh cao hơn này được cho là do nam giới đồng tính có số lượng anh trai nhiều hơn. Theo một số nghiên cứu, cứ có một người anh trai thì xác suất tự nhiên mà một bé trai có xu hướng đồng tính tăng lên 28-48%. Tuy nhiên, số lượng chị gái, em trai và em gái không ảnh hưởng đến xác suất đó. Người ta ước tính rằng khoảng một phần bảy nam giới đồng tính luyến ái có xu hướng tính dục chịu ảnh hưởng của hiệu ứng thứ tự sinh anh em. Dường như không có ảnh hưởng của thứ tự sinh đến xu hướng tính dục ở phụ nữ.
Thứ hai, hiệu ứng thứ tự sinh anh em hoạt động thông qua một cơ chế sinh học trong thời gian thai nghén, chứ không phải trong thời thơ ấu hoặc thiếu niên. Bằng chứng trực tiếp cho điều này là thực tế rằng hiệu ứng thứ tự sinh anh em đã được tìm thấy ngay cả ở những người nam không được nuôi dưỡng cùng anh em ruột của họ, và bằng chứng sinh hóa được tìm thấy trong một nghiên cứu trong phòng thí nghiệm vào năm 2017. Người ta đã xác định rằng việc có anh ruột làm tăng tỷ lệ đồng tính ở nam giới sinh sau, ngay cả khi họ được nuôi dưỡng trong các hộ gia đình khác nhau, trong khi anh chị em không cùng ruột thịt, chẳng hạn như anh kế hoặc anh nuôi, không ảnh hưởng đến xu hướng tính dục nam. Bằng chứng gián tiếp cũng chỉ ra rằng cơ chế thứ tự sinh anh em có bản chất tiền sản và sinh học, hơn là hậu sản và tâm lý xã hội: Hiệu ứng thứ tự sinh anh em đã được xác nhận là có tương tác với sự thuận tay, bởi vì tương quan giữa xác suất đồng tính luyến ái và số lượng anh trai chỉ gặp ở nam giới thuận tay phải. Vì sự thuận tay phát triển từ thời kì tiền sản, phát hiện này chỉ ra rằng các cơ chế tiền sản là cơ sở của hiệu ứng thứ tự sinh anh em. Người ta cũng phát hiện ra rằng người nam đồng tính có anh trai thì sẽ có cân nặng khi sinh nhẹ hơn nhiều so với người nam dị tính có anh trai. Vì cân nặng sơ sinh rõ ràng được xác định trước khi sinh, nên người ta biết rằng một yếu tố phát triển chung hoạt động trước sinh nhất thiết phải là nền tảng của hiệu ứng thứ tự sinh anh em và xu hướng tính dục nam.
Thứ ba, hiệu ứng thứ tự sinh anh em đã được chứng minh trong đa dạng các mẫu như nam đồng tính luyến ái từ các chủng tộc khác nhau, nền văn hóa khác nhau, thời đại lịch sử khác nhau, và các khu vực địa lý tách biệt rộng rãi. Hiệu ứng thứ tự sinh anh em đã được chứng minh ở những nơi như Brazil, Canada, Phần Lan, Iran, Ý, Hà Lan, Samoa, Tây Ban Nha, Thổ Nhĩ Kỳ, Vương quốc Anh và Hoa Kỳ. Hiệu ứng cũng đã được chứng minh ở nam giới đồng tính luyến ái từ các mẫu thuận tiện và các mẫu xác suất đại diện cho quốc gia.

Vào năm 2017, bằng chứng sinh hóa cho hiệu ứng thứ tự sinh anh em trai đã được tìm ra.

Trong một nghiên cứu năm 2017, các nhà nghiên cứu đã tìm thấy mối liên hệ giữa phản ứng miễn dịch của người mẹ với protein liên kết Y Neuroligin 4 (NLGN4Y) và xu hướng tính dục của con trai họ. NLGN4Y quan trọng trong sự phát triển trí não của nam giới; và phản ứng miễn dịch của người mẹ đối với nó, dưới dạng kháng thể kháng NLGN4Y, được cho là làm thay đổi cấu trúc phần não có ảnh hưởng tới xu hướng tính dục ở thai nhi nam. Nghiên cứu cho thấy phụ nữ có mức kháng NLGN4Y cao hơn đáng kể so với nam giới. Kết quả cũng chỉ ra rằng mẹ của những người con trai đồng tính, đặc biệt là những người có anh trai, có mức kháng NLGN4Y cao hơn đáng kể so với các nhóm mẫu phụ nữ kiểm soát, bao gồm cả những người mẹ có con trai dị tính.

## Quá trình nghiên cứu
Năm 2002, Peter Bearman nghi ngờ phương pháp chọn mẫu của Blanchard và các nhà nghiên cứu khác. Ông cho rằng đối tượng trong những nghiên cứu đó là không tiêu biểu và/hoặc không được thăm dò trực tiếp. Sau khi lặp lại thí nghiệm của Blanchard, ông không tìm ra sự liên quan giữa ham muốn đồng giới và số lượng anh, chị.
Anthony Bogaert trong công trình của mình đã kết luận rằng hiệu ứng không phải do sống chung với các anh trai từ nhỏ mà đưa ra giả thuyết có sự thay đổi trong cơ thể người mẹ mỗi khi có thai một đứa con trai và điều này tác động đến những đứa con trai sau đó. Hiệu ứng này vẫn xảy ra khi những người anh có sống chung với đối tượng từ nhỏ hay không. Không có hiệu ứng khi có nhiều anh trai là con nuôi hoặc con cùng cha khác mẹ trong gia đình. Do đó giả thuyết phản ứng miễn dịch trong tử cung ở người mẹ được đưa ra. Hiệu ứng này ngược với hiệu ứng không thuận tay phải nghĩa là những người nam có nhiều anh trai hoặc những người nam không thuận tay phải thì có khả năng là đồng tính cao hơn những người thuận tay phải và có ít anh trai, những người không thuận tay phải và có nhiều anh trai.
Năm 2006, Bogaert thực hiện lại thí nghiệm với những người lớn lên chung với anh ruột và anh nuôi. Chỉ có anh ruột là ảnh hưởng đến thiên hướng tình dục của người em trai, không có hiệu ứng ở trường hợp anh nuôi. Bogaert kết luận giả thuyết ảnh hưởng trước khi sinh là rất thuyết phục.
Cũng trong năm 2006, McConaghy công bố trên một tạp chí xã hội học là sau khi nghiên cứu, ông ta kết luận rằng việc có nhiều anh trai tác động đến mức độ đồng tính luyến ái của người em trai không phải là do yếu tố sinh học (bào thai) mà là yếu tố được nuôi chung với các người anh.

## Các phát hiện thực nghiệm

### Nhân khẩu học sinh học
Hiệu ứng thứ tự sinh của anh em là một hiện tượng có thể được mô tả theo một trong hai cách: việc có anh trai làm tăng xác suất đồng tính luyến ái ở nam giới sinh sau hoặc, cách khác, người nam đồng tính có xu hướng có nhiều anh trai hơn người nam dị tính. Người ta đã phát hiện ra rằng tỷ lệ anh trai (tức là Số lượng anh trai/Tổng số tất cả anh chị em) của người đồng tính nam cao hơn 31% so với tỷ lệ đó của người dị tính nam. Ngoài ra, tỷ lệ anh trai so với các anh chị em khác (tức là Số lượng anh trai/Tổng số các anh chị em khác) của người nam đồng tính lớn hơn 47% so với tỷ lệ đó của người nam dị tính.
Sau khi xem xét thống kê về số lượng anh trai, thì giữa những người đồng tính nam và người dị tính nam không có sự khác biệt về số chị em gái hay em trai trung bình. Chị gái, em gái và em trai không ảnh hưởng đến xác suất đồng tính luyến ái ở nam giới sinh sau - không tăng cường cũng như không làm giảm hiệu ứng thứ tự sinh anh em. Blanchard và Bogaert (1996) đã điều tra xem liệu việc người đồng tính nam có thứ tự sinh trung bình cao hơn người dị tính nam chủ yếu là do họ có nhiều anh trai hơn, hay là vì họ có nhiều anh chị hơn nói chung (tức là, cả anh trai và chị gái). Họ xác nhận rằng đồng tính luyến ái có tương quan thuận với số lượng anh trai của một người đàn ông, chứ không phải chị gái, em gái hoặc em trai. Nhiều nghiên cứu sau đó cũng đã xác nhận phát hiện này.
Trong một số nghiên cứu, các đối tượng là người đồng tính nam đôi khi có cả số lượng anh trai lớn hơn và số lượng chị gái lớn hơn so với người dị tính nam. Điều này là do số anh trai và số chị gái của một người có xu hướng tương quan thuận. Tức là, nếu Đối tượng A có nhiều anh trai hơn Đối tượng B, rất có thể Đối tượng A cũng có nhiều chị gái hơn. Vậy nên những phát hiện về số lượng nhiều chị gái này đôi khi là sản phẩm phụ của việc những người đồng tính nam có nhiều anh trai, và những phát hiện về số lượng chị gái không nhất quán bằng những phát hiện về số lượng anh trai, do đó không làm giảm ý nghĩa của hiệu ứng thứ tự sinh anh em. Khi mẫu được lấy từ các quần thể có tỷ lệ sinh sản tương đối cao, mối tương quan thuận giữa số anh trai và chị gái có thể gây ấn tượng sai rằng cả số anh trai và số chị gái đều có liên quan tới xu hướng tính dục ở người nam. Thật vậy, hai mẫu từ quần thể người Samoa có mức sinh cao cho thấy các hiệu ứng thứ tự sinh anh em và chị em đồng thời. Tuy nhiên, so sánh trực tiếp mức độ của hai hiệu ứng này cho thấy rằng hiệu ứng thứ tự sinh anh em có ưu thế hơn trong các nghiên cứu. Nhiều nghiên cứu và phân tích tổng hợp đã xác nhận rằng chỉ có ảnh hưởng của anh trai mới có sự liên quan nhất quán đến đồng tính luyến ái.